# New Zealand Football Championship 2005-2006
L'edizione 2005-2006 del Campionato neozelandese di calcio vide la vittoria dell'Auckland City.

## Regular season
| Squadra         | G  | V  | N | P  | GF | GS | Pti |
| --------------- | -- | -- | - | -- | -- | -- | --- |
| Auckland City   | 21 | 16 | 0 | 5  | 63 | 28 | 48  |
| YoungHeart      | 21 | 14 | 4 | 3  | 50 | 29 | 46  |
| Canterbury Utd  | 21 | 13 | 2 | 6  | 36 | 22 | 41  |
| Team Wellington | 21 | 8  | 4 | 9  | 43 | 53 | 28  |
| Southern United | 21 | 7  | 6 | 8  | 27 | 25 | 27  |
| Waitakere Utd   | 21 | 6  | 4 | 11 | 38 | 41 | 22  |
| Waikato         | 21 | 6  | 4 | 11 | 31 | 44 | 22  |
| Hawke’s Bay Utd | 21 | 1  | 2 | 18 | 17 | 63 | 5   |

- Auckland vince la regular season e si qualifica al 2º turno dei playoff
- Manawautu, Canterbury, Wellington e Otago si qualificano al primo turno dei playoff

## Playoff

### Primo turno
La seconda classificata gioca contro la terza nella Partita 1; la quarta gioca contro la quinta nella Partita 2. La seconda e la quarta giocano in casa. I vincitori delle due partite e la perdente della prima partita si qualificano al secondo turno mentre la perdente della 2ª partita viene eliminata.
- Partita 1: 2 aprile: YoungHeart 0-0 Canterbury United (dts, Canterbury vince 5-4 dts)
- Partita 2: 2 aprile: Team Wellington 2-2 Otago United (dts, Wellington vince 4-1 dcr)

### Secondo turno
L'Auckland City, vincitore della regular season, accede direttamente al secondo turno dove affronta la vincente della Partita 1. Il perdente della Partita 1 gioca contro la vincente della Partita 2.
- Partita 3: 8 aprile: Auckland City FC 3-0 Canterbury United
- Partita 4: 9 aprile: YoungHeart 2-3 Team Wellington

La vincente della Partita 3 (Auckland) accede direttamente alla finale. Il perdente della Partita 3 (Canterbury) si qualifica alla semifinale dove affronta la vincente della Partita 4 (Wellington). Il perdente della Partita 4 viene eliminato.

### Semifinale
- Partita 5: 15 aprile: Canterbury United 2-1 Team Wellington

Canterbury si qualifica alla Finale.

### Finale
- 22 aprile: Auckland City 3-3 Canterbury United (dts, Auckland vince 4-3 dcr)

Auckland City vince il campionato e, insieme al secondo classificato nella regular season YoungHeart, si qualifica al Oceania Club Championship 2006